# Michael Peña
Michael Anthony Peña (født 13. januar 1976 i Chicago i Illinois) er en amerikansk skuespiller, der er mest kendt for sine roller i film som Crash, Observe and Report, og Oliver Stone's World Trade Center og Ant-Man (2015).

## Opvækst
Peña er en amerikaner af mexicansk herkomst. Han blev født i Chicago i Illinois hvor hans far arbejdede i en knappefabrik og hans mor var assistent til en socialarbejder. Begge af Peñas forældre var oprindelig gårdbrugere. Peña gik på Hubbard High School i Chicago. Han er blevet associeret med Scientologi. Peña og hans kone Brie Shaffer venter på deres første barn.

## Karriere
Peña har været med på mange independant produktioner siden 1994, og han fik gennembrud i 2004 i to Oscarvindende film fra Paul Haggis' blyant, Million Dollar Baby og Crash.  Den sidste blev også instrueret af Haggis, mens den anden blev instrueret af Clint Eastwood. Selv om begge film blev kritikerroste, modtog Peña  mest opmærksomhed for hans emotionelle tolkning i rollen i Crash. Året efter var han med i den Golden Globe vindende serie The Shield. I 2006 var han med i Oliver Stones film baseret på terrorangrebet 11. september 2001, World Trade Center. Han havde også en lille rolle i Alejandro González Iñárritus Academy Award nominerede og Golden Globe-vindende film Babel. Dette giver ham den usædvanlige distinktion af at have medvirket i tre film efter hinanden som er blevet Oscar-nomineret. Han spillede sammen med Mark Wahlberg i Shooter som FBI-agenten Nick Memphis.
I 2006 medvirkede Peña i HBO-filmen Walkout hvor han spillede rollen som Sal Castro, en mexicansk-amerikansk high school-lærer, der inspirerede en gruppe East Los Angeles high school-elever til at kæmpe for deres rettigheder.
Peña næste rolle var som sikkerhedsvagten Dennis sammen med Seth Rogens rolle i Jody Hills komediefilm Observe and Report fra 2009.

## Filmografi
| År   | Titel                              | Rolle              | Noter |
| ---- | ---------------------------------- | ------------------ | ----- |
| 1996 | My Fellow Americans                | Ernesto            |       |
| 1999 | Bellyfruit                         | Oscar              |       |
| 1999 | Paradise Cove                      | Dan Running Horse  |       |
| 2000 | 60 sekunder                        | Ignacio            |       |
| 2001 | Buffalo Soldiers                   | Garcia             |       |
| 2002 | Andy Richter Controls the Universe | Patrick            |       |
| 2003 | The United States of Leland        | Guillermo          |       |
| 2003 | Love Object                        | Ramirez            |       |
| 2004 | Crash                              | Daniel             |       |
| 2004 | Million Dollar Baby                | Omar               |       |
| 2004 | The Calcium Kid                    | Jose Mendez        |       |
| 2005 | Little Athens                      | Carlos             |       |
| 2005 | Sueño                              | Jimmy              |       |
| 2006 | Walkout                            | Sal Castro         | TV    |
| 2006 | Fifty Pills                        | Eduardo            |       |
| 2006 | Babel                              | John               |       |
| 2006 | World Trade Center                 | Will Jimeno        |       |
| 2007 | Shooter                            | Nick Memphis       |       |
| 2007 | Lions for Lambs                    | Ernest             |       |
| 2008 | The Lucky Ones                     | T.K. Poole         |       |
| 2009 | Observe and Report                 | Dennis             |       |
| 2010 | My Son, My Son, What Have Ye Done  | Detective Vargas   |       |
| 2010 | Eastbound & Down                   | Sebastian Cisneros | TV    |
| 2011 | Battle: Los Angeles                |                    |       |